# Club de Cuervos
Club de Cuervos (dt. Klub der Raben) ist eine mexikanische Fernsehserie, die 2015 bis 2019 produziert wurde und über das Online-Streamingportal Netflix gezeigt wird. Es ist die erste mexikanische Eigenproduktion von Netflix.

## Handlung
Ort der Handlung ist die fiktive mexikanische Stadt Nuevo Toledo. Hier ist die Fußballmannschaft Cuervos FC zu Hause. Die Serie beginnt damit, dass der Gründer und Präsident des Klubs stirbt und seinen Erben den Verein hinterlässt. Sein Sohn Chava bekommt die Präsidentschaft der Cuervos. Seine Tochter Isabel hatte eigentlich darauf gehofft, geht aber leer aus. Sie nutzt aber jede Möglichkeit, Chava die Präsidentschaft abzunehmen. Dieser wiederum träumt davon, den Cuervos FC in das „Real Madrid Lateinamerikas“ zu verwandeln.

## Besetzung
| Rollenname                   | Schauspieler         | Folgen |
| ---------------------------- | -------------------- | ------ |
| Salvador „Chava“ Iglesias Jr | Luis Gerardo Méndez  | 1.01–  |
| Isabel Iglesias              | Mariana Treviño      | 1.01–  |
| Mary Luz Solari              | Stephanie Cayo       | 1.01–  |
| Felix Domingo                | Daniel Giménez Cacho | 1.01–  |
| Moises Suarez                | Ianis Guerrero       | 1.01–  |
| Rafael Reina                 | Antonio de la Vega   | 1.01–  |

## Episodenliste

### Staffel 1
| Nr. (ges.) | Nr. (St.) | Deutscher Titel            | Originaltitel                    | Erstveröffentlichung Mexiko | Deutschsprachige Erstveröffentlichung (D/A/CH) | Regie          | Drehbuch                           |
| ---------- | --------- | -------------------------- | -------------------------------- | --------------------------- | ---------------------------------------------- | -------------- | ---------------------------------- |
| 1          | 1         | Sei ein Kapitän            | Sé un capitán                    | 7. Aug. 2015                | 7. Aug. 2015                                   | Gary Alazraki  | Michael Lam & Jay Dyer             |
| 2          | 2         | Wir machen Seife           | Hacemos jabón                    | 7. Aug. 2015                | 7. Aug. 2015                                   | Gary Alazraki  | Jay Dyer                           |
| 3          | 3         | Trikots                    | Respuesta uniforme               | 7. Aug. 2015                | 7. Aug. 2015                                   | Gary Alazraki  | Alessia Costantini                 |
| 4          | 4         | Ohrfeige                   | Bofetada                         | 7. Aug. 2015                | 7. Aug. 2015                                   | Gary Alazraki  | Russell Eida                       |
| 5          | 5         | Austrittsbarrieren         | Barreras para salir              | 7. Aug. 2015                | 7. Aug. 2015                                   | Gary Alazraki  | Alessia Costantini                 |
| 6          | 6         | Glück, spielen zu dürfen   | Afortunado en jugar              | 7. Aug. 2015                | 7. Aug. 2015                                   | Gary Alazraki  | Russell Eida                       |
| 7          | 7         | Unser Guggenheim           | Nuestro Guggenheim               | 7. Aug. 2015                | 7. Aug. 2015                                   | Gary Alazraki  | Gary Alazraki & Alessia Costantini |
| 8          | 8         | Aitor                      | Aitor                            | 7. Aug. 2015                | 7. Aug. 2015                                   | Carlos Armella | Michael Lam                        |
| 9          | 9         | Spanisches Fieber          | Fiebre española                  | 7. Aug. 2015                | 7. Aug. 2015                                   | Gary Alazraki  | Jay Dyer                           |
| 10         | 10        | Ein neuer Hengst           | Nuevo padrote en el pueblo       | 7. Aug. 2015                | 7. Aug. 2015                                   | Gary Alazraki  | Michael Svoboda                    |
| 11         | 11        | Pressen                    | Empuja                           | 7. Aug. 2015                | 7. Aug. 2015                                   | Gary Alazraki  | Alessia Costantini                 |
| 12         | 12        | Alles Gute, Herr Präsident | Feliz cumpleaños, Sr. Presidente | 7. Aug. 2015                | 7. Aug. 2015                                   | Gary Alazraki  | Alessia Costantini                 |
| 13         | 13        | Iglesias vs. Iglesias      | Iglesias vs. Iglesias            | 7. Aug. 2015                | 7. Aug. 2015                                   | Gary Alazraki  | Jay Dyer                           |

### Staffel 2
| Nr. (ges.) | Nr. (St.) | Deutscher Titel                | Originaltitel                  | Erstveröffentlichung Mexiko | Deutschsprachige Erstveröffentlichung (D/A/CH) | Regie                                   | Drehbuch     |
| ---------- | --------- | ------------------------------ | ------------------------------ | --------------------------- | ---------------------------------------------- | --------------------------------------- | ------------ |
| 14         | 1         | Der Abstieg                    | Descenso                       | 9. Dez. 2016                | 9. Dez. 2016                                   | Mariana Chenillo                        | Jay Dyer     |
| 15         | 2         | Willkommen in der 2.           | Bienvenidos a Segunda          | 9. Dez. 2016                | 9. Dez. 2016                                   | Carlos Armella                          | Nicki Renna  |
| 16         | 3         | Auf der Suche                  | ¿A quién estás buscando?       | 9. Dez. 2016                | 9. Dez. 2016                                   | Luis Gerardo Méndez & Salvador Espinosa | Russell Eida |
| 17         | 4         | Ho’oponopono                   | Ho Oponopono                   | 9. Dez. 2016                | 9. Dez. 2016                                   | Carlos Armella                          | Mike Lam     |
| 18         | 5         | Mata Hari                      | Matahari                       | 9. Dez. 2016                | 9. Dez. 2016                                   | Carlos Armella                          | Gaz Alazraki |
| 19         | 6         | Die Oase in der Wüste          | El oasis en el desierto        | 9. Dez. 2016                | 9. Dez. 2016                                   | Mariana Chenillo                        | Nicki Renna  |
| 20         | 7         | Die Retterin                   | La salvadora                   | 9. Dez. 2016                | 9. Dez. 2016                                   | Gaz Alazraki                            | Jay Dyer     |
| 21         | 8         | Waffenstillstand               | La tregua                      | 9. Dez. 2016                | 9. Dez. 2016                                   | Mariana Chenillo                        | Mike Lam     |
| 22         | 9         | Der Fluch der schwarzen Feder  | La maldición de la pluma negra | 9. Dez. 2016                | 9. Dez. 2016                                   | Gaz Alazraki                            | Russell Eida |
| 23         | 10        | Iglesias vs. Iglesias – die 2. | Iglesias vs. Iglesias 2        | 9. Dez. 2016                | 9. Dez. 2016                                   | Gaz Alazraki                            | Jay Dyer     |

### Staffel 3
| Nr. (ges.) | Nr. (St.) | Deutscher Titel               | Originaltitel               | Erstveröffentlichung Mexiko | Deutschsprachige Erstveröffentlichung (D/A/CH) | Regie               | Drehbuch                     |
| ---------- | --------- | ----------------------------- | --------------------------- | --------------------------- | ---------------------------------------------- | ------------------- | ---------------------------- |
| 24         | 1         | Die dritte Generation         | La tercera generación       | 29. Sep. 2017               | 29. Sep. 2017                                  | Gaz Alazraki        | Jay Dyer                     |
| 25         | 2         | Der Vertrag von Versailles 14 | El Tratado de Versailles 14 | 29. Sep. 2017               | 29. Sep. 2017                                  | Mariana Chenillo    | James Eagan                  |
| 26         | 3         | Restposten                    | La pedacería                | 29. Sep. 2017               | 29. Sep. 2017                                  | Mariana Chenillo    | Russell Eida                 |
| 27         | 4         | Arbeit oder Vergnügen?        | ¿Por placer o negocios?     | 29. Sep. 2017               | 29. Sep. 2017                                  | Mariana Chenillo    | Matt Hausfater               |
| 28         | 5         | Die Heimkehr                  | El regreso a casa           | 29. Sep. 2017               | 29. Sep. 2017                                  | Gaz Alazraki        | James Eagan                  |
| 29         | 6         | Unser Cuau                    | Nuestro Cuau                | 29. Sep. 2017               | 29. Sep. 2017                                  | Gaz Alazraki        | Matt Hausfater & Michael Lam |
| 30         | 7         | Kirche und Staat              | Iglesias y Estado           | 29. Sep. 2017               | 29. Sep. 2017                                  | Luis Gerardo Méndez | Russell Eida                 |
| 31         | 8         | Puebla …                      | Puebla...                   | 29. Sep. 2017               | 29. Sep. 2017                                  | Salvador Espinosa   | Marcos Bucay                 |
| 32         | 9         | Durchgeknallt                 | Inocencia interrumpida      | 29. Sep. 2017               | 29. Sep. 2017                                  | Salvador Espinosa   | Jay Dyer                     |
| 33         | 10        | Das Herz Nuevo Toledos        | El corazón de Nuevo Toledo  | 29. Sep. 2017               | 29. Sep. 2017                                  | Gaz Alazraki        | James Eagan & Gaz Alazraki   |

### Staffel 4
| Nr. (ges.) | Nr. (St.) | Deutscher Titel           | Originaltitel           | Erstveröffentlichung Mexiko | Deutschsprachige Erstveröffentlichung (D/A/CH) | Regie                                             | Drehbuch                      |
| ---------- | --------- | ------------------------- | ----------------------- | --------------------------- | ---------------------------------------------- | ------------------------------------------------- | ----------------------------- |
| 34         | 1         | Diego Villalobos          | Diego Villalobos        | 25. Jan. 2019               | 25. Jan. 2019                                  | Luis Gerardo Méndez                               | Russel Eida                   |
| 35         | 2         | Email für dich            | Tienes email            | 25. Jan. 2019               | 25. Jan. 2019                                  | Salvador Espinosa                                 | Matt Patterson                |
| 36         | 3         | Valle de Silicon          | Valle de Silicon        | 25. Jan. 2019               | 25. Jan. 2019                                  | Salvador Espinosa                                 | Matt Patterson                |
| 37         | 4         | Die Hure aus Nuevo Toledo | La puta de Nuevo Toledo | 25. Jan. 2019               | 25. Jan. 2019                                  | Salvador Espinosa                                 | Chris Luccy                   |
| 38         | 5         | Cyrano de Bergerac        | Cyrano de Bergerac      | 25. Jan. 2019               | 25. Jan. 2019                                  | Salvador Espinosa                                 | Marcos Bucay & Brett Isaacson |
| 39         | 6         | Der schwarze Tod          | La peste negra          | 25. Jan. 2019               | 25. Jan. 2019                                  | Roberto Sneider                                   | Gaz Alazraki                  |
| 40         | 7         | Vier kleine Wunder        | Cuatro milagritos       | 25. Jan. 2019               | 25. Jan. 2019                                  | Roberto Sneider                                   | Matt Patterson                |
| 41         | 8         | Das Lager                 | Campo de concentración  | 25. Jan. 2019               | 25. Jan. 2019                                  | Roberto Sneider                                   | Marcos Bucay                  |
| 42         | 9         | Verrückt nach Mary Luz    | Loco por Mary Luz       | 25. Jan. 2019               | 25. Jan. 2019                                  | Roberto Sneider, Salvador Espinosa & Gaz Alazraki | Marcos Bucay                  |
| 43         | 10        | Zwei auf gleichem Weg     | Un camino para dos      | 25. Jan. 2019               | 25. Jan. 2019                                  | Salvador Espinosa                                 | Lauren Bachelis               |
| 44         | 11        | Eine Reise zum Mond       | Un viaje a la luna      | 25. Jan. 2019               | 25. Jan. 2019                                  | Salvador Espinosa                                 | Russel Eida                   |
| 45         | 12        | Todos Somos Cuervos       | Todos Somos Cuervos     | 25. Jan. 2019               | 25. Jan. 2019                                  | Gaz Alazraki                                      | Gaz Alazraki                  |